# 효혜황후 (북송)
효혜황후 하씨(孝惠皇后 賀氏, 929년 ~ 958년 1월 25일(음력 1월 3일))는 북송을 건국한 태조(太祖) 조광윤(趙匡胤)의 첫번째 아내이다. 송나라 건국 이전 사망하여, 조광윤이 즉위한 후 황후로 추존되었다.

## 생애
효혜황후 하씨는 개봉 출신으로 하경사(賀景思)의 장녀이다. 성품이 온유하고 공순하였으며 예법에 맞게 행동하였다. 아버지 하경사는 조광윤의 아버지 조홍은과 군영에서 함께 지냈는데, 944년(후진 개운 원년), 조홍은이 하씨를 아들 조광윤의 아내로 맞아들였다.
후주 시대인 956년(현덕 3년), 조광윤이 정국군절도사로 임명되면서 하씨 또한 회계군부인(會稽郡夫人)으로 봉작되었다. 조광윤과의 사이에서 위국공주(魏國公主)와 노국공주(魯國公主), 위왕(魏王) 덕소(德昭)를 두었다.
958년(현덕 5년) 사망하였다. 태조가 즉위하고 962년(건륭 3년) 황후로 추존되었으며 964년(건덕 2년) 3월, 효혜(孝惠)의 시호를 내리고 안릉 서북쪽에 매장하였다. 별묘에 신주를 봉안하였다가 신종 대에 태묘에 합사되었다.

## 가족 관계

### 부모
- 부 : 하경사(賀景思)
- 모 : 미상

### 남편
- 태조(太宗, 927년 ~ 976년) : 북송의 초대 황제

### 자녀

#### 황자
- 위왕(魏王) 조덕소(趙德昭, 951년 ~ 979년)

#### 황녀
- 위국대장공주(魏國大長公主, ? ~ 1008년)
- 노국대장공주(魯國大長公主, ? ~ 1009년)